# جيمي غروس
جيمي غروس (بالإنجليزية: Jamie Gross)‏ هي مونتيرة أمريكية، ولدت في 2 سبتمبر 1983 في وينوود ‏ في الولايات المتحدة.

## وصلات خارجية
- جيمي غروس على موقع IMDb (الإنجليزية)
- جيمي غروس على موقع ألو سيني (الفرنسية)
- جيمي غروس على موقع أول موفي (الإنجليزية)
- جيمي غروس على موقع قاعدة بيانات الفيلم (الإنجليزية)
- جيمي غروس على موقع كينوبويسك (الروسية)